# Мората-де-Тахунья
Мората-де-Тахунья (ісп. Morata de Tajuña) — муніципалітет в Іспанії, у складі автономної спільноти Мадрид. Населення — 7382 особи (2010).
Муніципалітет розташований на відстані близько 30 км на південний схід від Мадрида.
На території муніципалітету розташовані такі населені пункти: (дані про населення за 2010 рік)
- Мората-де-Тахунья: 7101 особа
- Ель-Альто: 7 осіб
- Ель-Вальє: 274 особи
- Лас-Кабесас: 0 осіб

## Демографія
Динаміка населення (INE ):

## Галерея зображень

Розташування муніципалітету у автономній спільноті Мадрид